# Femme de feu (film, 1947)
Pour les articles homonymes, voir Femme de feu.
Pour plus de détails, voir Fiche technique et Distribution.
Femme de feu (titre original : Ramrod) est un film américain réalisé par André de Toth, sorti en 1947.

## Synopsis
Une jeune femme, Connie Dickason, refuse d'être mariée à un rancher puissant et autoritaire. Pour résister à ce dernier, elle engage un tireur d'élite, Dave Nash.

## Fiche technique
- Titre : Femme de feu
- Titre original : Ramrod
- Réalisation : André de Toth
- Scénario : Jack Moffitt, C. Graham Baker et Cecile Kramer d'après le roman[1] de Luke Short portant le même titre
- Photographie : Russell Harlan
- Montage : Sherman A. Rose
- Musique : Adolph Deutsch
- Direction artistique : Lionel Banks
- Décors : Allan O'Dea
- Costumes : Edith Head
- Producteurs : Harry Sherman et Eugene Strong (producteur associé)
- Société de production : Enterprise Productions
- Société de distribution : United Artists
- Pays de production :  États-Unis
- Langue : anglais
- Format : noir et blanc – 35 mm – 1,37:1 – Mono (Western Electric Recording)
- Genre : Western
- Durée : 95 minutes
- Dates de sortie : 
  - États-Unis : 21 février 1947 (Salt Lake City), 2 mai 1947 (sortie nationale)
  - France : 7 septembre 1949

## Distribution
- Joel McCrea (VF : Louis Arbessier) : Dave Nash
- Veronica Lake (VF : Denise Bosc) : Connie Dickason
- Don DeFore : Bill Schell
- Arleen Whelan : Rose Leland
- Donald Crisp (VF : Jacques Berlioz) : le shérif Jim Crew
- Preston Foster (VF : Robert Dalban) : Frank Ivey
- Lloyd Bridges : Red Cates
- Ray Teal : Ed Burma
- Wally Cassell : Virg Lea
- Nestor Paiva : Curley
- Charles Ruggles (VF : Jean Croué) : Ben Dickason
- Houseley Stevenson : George Smedley
- Ward Wood : Link Thomas
- Ian MacDonald (VF : Raymond Loyer) : Walt Shipley
- Sarah Padden : Mme Parks
- Hal Taliaferro : Jess More
- Victor Potel : Burch Nellice
- Jeff Corey : Bice

## Autour du film
- Martin Scorsese rend hommage à ce film remarquable qu'il qualifie de « western cynique et macabre, qui conserve une fraîcheur étonnante »[réf. souhaitée].
- Dans un ouvrage consacré à André de Toth, Bertrand Tavernier lui emboîte le pas, louant, chez le cinéaste d'origine hongroise, sa capacité à donner aux rôles féminins une « consistance, une force tout à fait rare. » Ramrod, dit-il, « bien avant Johnny Guitare, faisait des femmes les vraies héroïnes du récit. Confronté à des sujets ultra-conventionnels, De Toth parvient à donner une vraie présence à ses actrices. »[2] L'héroïne est ici Veronica Lake, célèbre pour sa longue mèche de cheveux crantés, et qui fut l'épouse du réalisateur de 1944 à 1952.
- Le film, diffusé lors du Festival Lumière 2011, a été récemment édité en DVD (Introuvables FNAC).